# Psyche trimeni
Psyche trimeni är en fjärilsart som beskrevs av Franciscus J.M. Heylaerts 1891. Psyche trimeni ingår i släktet Psyche och familjen säckspinnare. Inga underarter finns listade.